# Navigator of the Seas
Navigator of the Seas — четвёртое круизное судно класса Voyager, находящееся в собственности компании Royal Caribbean Cruises Ltd. и эксплуатируемое оператором Royal Caribbean International было построено в 2002 г. в Финляндии в Турку на верфях Kvaerner Masa-Yards. Серия из пяти судов включает в себя также суда-близнецы Voyager of the Seas, Explorer of the Seas, Adventure of the Seas и Mariner of the Seas. Крёстной матерью судна на состоявшейся 6 декабря 2002 года в Майами церемонии крещения стала известная в прошлом немецкая теннисистка Штеффи Граф (Steffi Graf). С 2002 по 2004 год Navigator of the Seas оставался самым большим судном в мире. Ходит под багамским флагом.

## История судна
Киль судна под строительным номером 1347 был заложен 27 сентября 2000 г. на верфи Kvaerner Masa-Yards в Турку, Финляндии . Спуск на воду состоялся 25 января 2002 года и дооборудование уже осуществлялось у достроечной стенки. 18 ноября 2002 года судно было передано в Navigator Of The Seas Inc, Нассау, Багамы (менеджменту Royal Caribbean Cruises Ltd.) Navigator of the Seas стал первым судном второго поколения класса Voyager и заметно отличается от сестёр особенно своим остеклением балконов и идентично только последнему судну класса Mariner of the Seas. Первый рейс состоялся 14 декабря 2002 г. из Майами на острова Карибского моря. В 2007 году судно выходило в рейсы из Саутгемптона, затем работало зимой на Карибах, а летом на Средиземном море.
Из российских портов Navigator of the Seas посещал в 2007 году Санкт-Петербург на Балтике с заходом в Таллин.

## Развлечения на борту
- главный ресторан, состоящий из трёх отдельных залов: The Nutcracker, Coppelia и Swan Lake
- ночной клуб Viking Crown Lounge, включающий элитный клуб Cosmopolitan, тематические гостиные 19th Hole и Cloud 9, а также комнату для игры в карты 7 Hearts
- многоуровневый театр Metropolis
- Promenade — многоэтажный атриум с магазинами (duty free) и барами
- скалодром
- Studio B — ледовый каток, на котором выступают звёзды мирового фигурного катания
- казино — Casino Royal
- итальянский ресторан Portofino
- полноразмерная баскетбольная площадка и многое другое